# Археология Украинской ССР
Археоло́гия Украи́нской ССР — коллективная монография в трёх томах, вышедшая в издательстве «Наукова думка» в 1971—1975 годах.

## Общие сведения
Монография «Археология Украинской ССР» явилась фундаментальным исследованием древнего общества, охватившим важнейшие, в то время, достижения археологической науки УССР. Трёхтомник систематизировал фактический материал, отражающий трудовую деятельность человека, быт, верования, общественное устройство, культурные связи и другие стороны общественной жизни, что составляет важную источниковедческую базу для исторических разработок и обобщений.
В 1977 году авторский коллектив был удостоен Государственной премии УССР.
На русском языке монография издана в 1985—1986 годах.

## Состав монографии
- I том — каменный, медно-каменный и бронзовый века[3].
- II том — ранний железный век и античные государств Северного Причерноморья[4].
- III том — славяне древние и Киевской Руси[5].